# Sakartvelos tasi 2011-2012
La Sakartvelos tasi 2011-2012 (in georgiano საქართველოს თასი, Coppa di Georgia), nota anche come Coppa David Kipiani 2011-2012, è stata la 22ª edizione del trofeo. La competizione è iniziata il 17 agosto 2011 e si è conclusa il 26 maggio 2012 con la finale. Il Dila Gori ha vinto la coppa per la prima volta nella sua storia e ha guadagnato l'accesso al secondo turno di qualificazione della UEFA Europa League 2012-2013.

## Squadre Partecipanti
| Umaglesi Liga | Pirveli Liga |
| Baia Zugdidi Dila Gori Dinamo Tbilisi Gagra K'olkheti Poti Merani Mart'vili Met'alurgi Rustavi Sioni Bolnisi Spartaki-Tskhinvali T'orp'edo Kutaisi WIT Georgia Zest'aponi | Aieti Chiatura Chik. Sachkhere Chkherimela Kharagauli Dinamo Batumi Guria Lanchkhuti K'olkheti Khobi Lok’omot’ivi Tbilisi Mertskhali Ozurgeti Meskheti Norchi Dinamoeli Samt'redia Squri STU Tbilisi Sulori Vani Zoovet'i Tbilisi |

## Primo turno
Le partite di andata si sono giocate il 17 agosto 2011, quelle di ritorno il 13 e il 14 settembre.
| Squadra 1           | Totale           | Squadra 2              | Andata | Ritorno |
| ------------------- | ---------------- | ---------------------- | ------ | ------- |
| Sioni Bolnisi       | 2 - 2 (rig: 5-4) | Norchi Dinamoeli       | 1 - 1  | 1 - 1   |
| Aieti               | 0 - 5            | Dila Gori              | 0 - 2  | 0 - 3   |
| Spartaki-Tskhinvali | 6 - 2            | Zoovet'i Tbilisi       | 4 - 0  | 2 - 2   |
| WIT Georgia         | 8 - 1            | STU Tbilisi            | 2 - 1  | 6 - 0   |
| Chik. Sachkhere     | 7 - 2            | Lok’omot’ivi Tbilisi   | 5 - 0  | 2 - 2   |
| Samt'redia          | 1 - 4            | Sulori Vani            | 1 - 1  | 0 - 3   |
| Dinamo Batumi       | 7 - 0            | Mertskhali Ozurgeti    | 3 - 0  | 4 - 0   |
| Baia Zugdidi        | 3 - 2            | Chkherimela Kharagauli | 0 - 1  | 3 - 1   |
| T'orp'edo Kutaisi   | 8 - 1            | Meskheti               | 2 - 0  | 6 - 1   |
| K'olkheti Khobi     | 2 - 2 (gfc)      | K'olkheti Poti         | 2 - 1  | 0 - 1   |
| Guria Lanchkhuti    | 1 - 2            | Chiatura               | 0 - 0  | 1 - 2   |
| Merani Mart'vili    | 1 - 0            | Squri                  | 0 - 0  | 1 - 0   |

## Secondo turno
Le partite di andata si sono giocate il 28 settembre 2011, quelle di ritorno il 2 novembre.
| Squadra 1        | Totale      | Squadra 2           | Andata | Ritorno |
| ---------------- | ----------- | ------------------- | ------ | ------- |
| Dinamo Batumi    | 1 - 3       | T'orp'edo Kutaisi   | 0 - 2  | 1 - 1   |
| Chiatura         | 2 - 5       | WIT Georgia         | 2 - 3  | 0 - 2   |
| Dinamo Tbilisi   | 2 - 2 (gfc) | Dila Gori           | 2 - 2  | 0 - 0   |
| Baia Zugdidi     | 5 - 1       | Sioni Bolnisi       | 3 - 0  | 2 - 1   |
| Chik. Sachkhere  | 1 - 3       | Met'alurgi Rustavi  | 1 - 1  | 0 - 2   |
| Merani Mart'vili | 3 - 1       | Spartaki-Tskhinvali | 2 - 0  | 1 - 1   |
| Sulori Vani      | 1 - 6       | Gagra               | 1 - 2  | 0 - 4   |
| Zest'aponi       | 2 - 1       | K'olkheti Poti      | 2 - 1  | 0 - 0   |

## Quarti di finale
| Squadra 1          | Totale | Squadra 2        | Andata | Ritorno |
| ------------------ | ------ | ---------------- | ------ | ------- |
| Gagra              | 4 - 2  | Merani Mart'vili | 4 - 0  | 0 - 2   |
| Baia Zugdidi       | 4 - 7  | Dila Gori        | 2 - 2  | 2 - 5   |
| Met'alurgi Rustavi | 3 - 1  | WIT Georgia      | 1 - 0  | 2 - 1   |
| T'orp'edo Kutaisi  | 2 - 3  | Zest'aponi       | 1 - 1  | 1 - 2   |

### Andata
| Arbitro: | Tornik'e Gvants'eladze |

|                                                                |           |  |
| Kalandadze 10’ Sharik'adze 24’ Jeremiah 52’ Tkeshelashvili 74’ | Marcatori |  |

| Arbitro: | Giorgi Vadach'k'oria |

|                 |           |                                   |
| Ekhavia 8’, 44’ | Marcatori | 3’ Goginashvili 83’ Khorguashvili |

| Arbitro: | Lasha Silagava |

|               |           |  |
| Seturidze 22’ | Marcatori |  |

| Arbitro: | Malkhaz Beuklishvili |

|                     |           |           |
| Gamezardashvili 34’ | Marcatori | 84’ Dvali |

### Ritorno
| Arbitro: | Irakli Urushadze |

|                            |           |  |
| Tape 23’ Grigalashvili 62’ | Marcatori |  |

| Mtskheta 7 dicembre 2011, ore 13:30 UTC+4                                      | WIT Georgia | 1 – 2                           | Met'alurgi Rustavi | St'adioni Mtskheta Parki (100 spett.) |
| \| \| \| \| \| Adamadze 40’ \| Marcatori \| 29’ Kavtaradze 70’ Tatanashvili \| |             |                                 |                    |                                       |
|                                                                                |             |                                 |                    |                                       |
| Adamadze 40’                                                                   | Marcatori   | 29’ Kavtaradze 70’ Tatanashvili |                    |                                       |

| Arbitro: | Otar Khetsadze |

|                                                                            |           |                           |
| Razhamashvili 14’ Chagelishvili 21’ Akhalk'atsi 28’, 61’ Khorguashvili 72’ | Marcatori | 55’ Pachkoria 89’ Ekhavia |

| Zestaponi 7 dicembre 2011, ore 17:00 UTC+4                                           | Zest'aponi | 2 – 1          | T'orp'edo Kutaisi | St'adioni Davit Abashidze (2 000 spett.) |
| \| \| \| \| \| Gorgiashvili 90+1’ Benashvili 90+4’ \| Marcatori \| 61’ Gotsiridze \| |            |                |                   |                                          |
|                                                                                      |            |                |                   |                                          |
| Gorgiashvili 90+1’ Benashvili 90+4’                                                  | Marcatori  | 61’ Gotsiridze |                   |                                          |

## Semifinali
| Squadra 1  | Totale | Squadra 2          | Andata | Ritorno |
| ---------- | ------ | ------------------ | ------ | ------- |
| Gagra      | 2 - 2  | Dila Gori          | 1 - 2  | 1 - 0   |
| Zest'aponi | 2 - 1  | Met'alurgi Rustavi | 1 - 1  | 1 - 0   |

### Andata
| Arbitro: | Levan Kvaratskhelia |

|             |           |                   |
| Jeremia 20’ | Marcatori | 63’, 82’ Vatsadze |

| Arbitro: | Lasha Silagava |

|           |           |                  |
| Dvali 41’ | Marcatori | 37’ Sikharulidze |

### Ritorno
| Arbitro: | Davit Kharitonashvili |

|  |           |              |
|  | Marcatori | 90’ Jeremiah |

| Arbitro: | Malkhaz Beuklishvili |

|  |           |                  |
|  | Marcatori | 18’ Gorgiashvili |

## Finale
| Arbitro: | Levan Kvaratskhelia |

|                                                                |           |               |
| Khojava 31’ (rig.) Vatsadze 48’ Iluridze 64’ Intskirveli 90+3’ | Marcatori | 13’ Aptsiauri |